# Mortal Kombat 3
Mortal Kombat 3 – gra komputerowa z gatunku bijatyk wyprodukowana przez Midway Games i wydana przez GT Interactive w 1995 roku. Trzecia z cyklu Mortal Kombat. Wprowadziła szereg zmian względem wcześniejszej wersji, a klimat gry został diametralnie zmieniony: ponure areny zamieniono na obszary miejskie, a postacie zyskały nowoczesny wygląd. W grze do wyboru jest 15 postaci.

## Główne zmiany względem wcześniejszych części
- Zmiana klimatu gry.
- Nowe postacie (Sheeva, Sindel, Stryker, Kabal, Cyrax, Sektor, Nightwolf, Sub-Zero 2nd).
- Ilość postaci do wyboru: 15.
- Motaro jako jeden z bossów (zastąpił znanych z poprzednich części Goro i Kintaro).
- Możliwość wykonywania płynnych combosów z podanymi procentowymi uszkodzeniami przeciwnika.
- Postacie mogą biegać.